# Tribuna dos Uffizi (Zoffany)
A Tribuna dos Uffizi (Tribuna degli Uffizi, em italiano) é uma pintura a óleo sobre tela, pintada em 1776 pelo pintor alemão Johann Zoffany, "figura prestigiosa entre os artistas estrangeiros radicados em Florença",:156 e que retrata a Tribuna, que é uma sala de forma otogonal situada na secção nordeste da Galleria degli Uffizi, e que Mark Twain designou como "a mais pequena galeria mais visitada que existe no mundo".
A pintura faz actualmente parte da Royal Collection e constitui "a imagem símbolo dos frequentadores dos salões no século XVIII", quando, a partir de 1765, os Uffizi se abrem oficialmente ao público.:154;156

## História
Após ter conquistado notoriedade em Londres, em particular junto da Família real, o pintor alemão Johann Zoffany viajou para Florença no verão de 1772, onde permanecerá até 1779, para pintar a Galeria Uffizi por encomenda da Rainha Carlotta, mulher de Jorge III e que nunca esteve em Itália.
O preço acordado para a pintura foi de 300 libras esterlinas, uma soma grande para a época.

## Descrição
A pintura reproduz as obras de arte expostas na Tribuna e que podem ser identificadas na sua maior parte.
Abaixo far-se-á o confronto entre as representações da pintura e as obras originais, sempre que possível.
Algumas das obras foram mais tarde deslocadas para outros locais e museus: por exemplo, algumas estátuas romanas antigas da coleção Medici são exibidas nos corredores principais da Galeria Uffizi, enquanto vários pequenos bustos estão na Villa Corsini a Castello ou no Museu Arqueológico Nacional de Florença, juntamente com obras etruscas, egípcias ou gregas. Uma pequeno grupo de obras da Renascença está localizado no Museu Nacional do Bargello.
Zoffany modificou a disposição das obras em relação à instalação original da galeria e juntou sete quadros pertencentes à coleção Medici, emprestados temporariamente para a pintura pelo Palazzo Pitti por concessão especial graças ao pedido do conde George Clavering-Cowper e do baronete Sir Horace Mann. Desta forma, Zoffany teve a oportunidade de retratar "in situ" tais obras, incluindo  a Virgem da Cadeira de Rafael.

### Personalidades retratadas
Em sinal de gratidão pela intercessão deles, Zoffany retrata Mann e Cowper, este absorto na contemplação da sua última aquisição, a Grande Virgem de Cowper de Rafael, que foi mais tarde adquirida pela Galeria Nacional de Arte de Washington, e talvez por isso colocada em posição proeminente na pintura.
"A tela tornou-se o emblema do Grand Tour também pela fama de alguns dos personagens que representa. Em frente da Vénus de Titian, podem-se identificar Thomas Patch e Sir Horace Mann. O primeiro era pintor, mas também antiquário e copista, e o segundo residente inglês e, portanto, figura oficial da colónia inglesa em Florença".:156
Todas as personagens representados estão identificadas sendo especialistas de arte, diplomatas e  visitantes e fazem desta pintura uma combinação de conversation piece, de retrato de género britânico e da tradicional pintura flamenga do século XVII de vistas de galerias e de gabinetes de curiosidades. A inclusão de tantos personagens reconhecíveis despertou várias críticas, incluindo as de Horace Walpole.
Na pintura, Pietro Bastianelli, curador da Galeria Uffizi, mostra a Vênus de Urbino a John Gordon, cuja coleção é conhecida graças a um texto de John Chambers de 1829.
Diante do quadro de Titian estão Thomas Patch, de pé, e Felton Hervey, sentado, em conversa com Sir John Taylor e Sir Horace Mann. Felton Hervey, detentor de uma prestigiosa colecção de arte, estava entre os britânicos com acesso à corte sendo retratado em primeiro plano, mas morrerá antes do regresso a Inglaterra de Zoffany.

## Obras representadas

### Pinturas
| Reprodução de Zoffany | Original | autor e título                                                                 | Posição na pintura | Localização actual                  |
| --------------------- | -------- | ------------------------------------------------------------------------------ | ------------------ | ----------------------------------- |
|                       |          | Annibale Carracci, Vénus com Sátiro e Cupidos                                  | Parede esquerda    | Galleria degli Uffizi               |
|                       |          | Guido Reni, A Caridade                                                         | Parede esquerda    | Palazzo Pitti, Galeria Palatina     |
|                       |          | Raffaello, Virgem da Cadeira                                                   | Parede esquerda    | Palazzo Pitti, Galeria Palatina     |
|                       |          | Correggio, A Virgem que adora o Menino                                         | Parede esquerda    | Galleria degli Uffizi               |
|                       |          | Justus Sustermans, Retrato de Galileo                                          | Parede esquerda    | Galleria degli Uffizi               |
|                       |          | Atelier de Tiziano, Virgem com o Menino e Santa Catarina de Alexandria         | Parede central     | Galleria degli Uffizi               |
|                       |          | Atelier de Rafael, São Joãozinho Batista                                       | Parede central     | Galleria degli Uffizi               |
|                       |          | Guido Reni, Virgem em extase                                                   | Parede central     | Coleção privada                     |
|                       |          | Rafael, Virgem do pintassilgo                                                  | Parede central     | Galleria degli Uffizi               |
|                       |          | Rubens, As consequências da guerra                                             | Parede central     | Palazzo Pitti, Galeria Palatina     |
|                       |          | Franciabigio (inicialmente atribuído a Rafael), Virgem do Poço                 | Parede central     | Galleria degli Uffizi               |
|                       |          | Hans Holbein, o Jovem, Retrato de Sir Richard Southwell                        | Parede central     | Galleria degli Uffizi               |
|                       |          | Rafael ou Lorenzo di Credi, Retrato de Perugino                                | Parede central     | Galleria degli Uffizi               |
|                       |          | Atelier de Perugino, Virgem com o Menino, Santa Isabel e S. João Batista       | Parede central     | Tribuna degli Uffizi                |
|                       |          | Guido Reni, Cleópatra                                                          | Parede da direita  | Palazzo Pitti, Galeria Palatina     |
|                       |          | Rubens, Quatro filósofos                                                       | Parede da direita  | Palazzo Pitti, Galeria Palatina     |
|                       |          | Raffaello, Retrato de Leão X com os cardeais Júlio de Medici e Luigi de' Rossi | Parede da direita  | Galleria degli Uffizi               |
|                       |          | Pietro da Cortona, Regresso de Agar a Abraão                                   | Parede da direita  | Kunsthistorisches Museum, Viena     |
|                       |          | Bartolomeo Manfredi, O tributo a César                                         | Parede da direita  | Galleria degli Uffizi               |
|                       |          | Cristofano Allori, São Julião                                                  | Parede da direita  | Palazzo Pitti, Galeria Palatina     |
|                       |          | Raffaello Sanzio, Grande Virgem de Cowper                                      | Parte inferior     | National Gallery of Art, Washington |
|                       |          | Tiziano Vecellio, Vênus de Urbino                                              | Parte inferior     | Galleria degli Uffizi               |

### Esculturas
| Reprodução de Zoffany | Descrição                                                                            | Posição na pintura     | Localização actual                      |
| --------------------- | ------------------------------------------------------------------------------------ | ---------------------- | --------------------------------------- |
|                       | Arte romana, busto com a cabeça de uma jovem, talvez Plautilla                       | Prateleira da esquerda | Galleria degli Uffizi                   |
|                       | Arte romana, retrato feminino, chamada Lívia                                         | Prateleira da esquerda | Villa Corsini a Castello                |
|                       | Arte romana, busto de um príncipe júlio-claudiano                                    | Prateleira da esquerda | Villa Corsini a Castello                |
|                       | Arte romana, Afrodite de Afrodísias                                                  | Prateleira da esquerda | Villa Corsini a Castello                |
|                       | Arte romana, divindade                                                               | Prateleira central     | Museu Arqueológico Nacional de Florença |
|                       | Arte romana, busto com a cabeça do chamado Nero menino                               | Prateleira central     | Galleria degli Uffizi                   |
|                       | Arte romana, busto de Augusto                                                        | Prateleira central     | Museu Arqueológico Nacional de Florença |
|                       | Arte romana, busto de Serápis                                                        | Prateleira central     | Villa Corsini a Castello                |
|                       | Arte romana, Putto arqueiro                                                          | Prateleira central     | Galleria degli Uffizi                   |
|                       | Arte romana, estatueta em bronze de Hércules                                         | Prateleira da direita  | Museu Arqueológico Nacional de Florença |
|                       | Bertoldo di Giovanni, Orfeu, ou Apolo, que toca o alaúde                             | Prateleira da direita  | Museu Nacional do Bargello, Florença    |
|                       | Estatueta de sátiro, cópia romana o século I d.C. de original helenístico            | Prateleira da direita  | Villa Corsini a Castello                |
|                       | Concórdia sentada                                                                    | Prateleira da direita  | Museu Arqueológico Nacional de Florença |
|                       | Arte romana, busto de jovem sátiro                                                   | Prateleira da direita  | Villa Corsini a Castello                |
|                       | Tique sentada, cópia romana de original de Eutiquides                                | Prateleira da direita  | Museu Arqueológico Nacional de Florença |
|                       | Amor e Psiquê, cópia romana de original helenístico do fim do século IV a.C.         | Estátuas no centro     | Galleria degli Uffizi                   |
|                       | O Fauno dançante                                                                     | Estátuas no centro     | Tribuna degli Uffizi                    |
|                       | Arte romana, Hércules criança asfixia a serpente                                     | Estátuas no centro     | Tribuna degli Uffizi                    |
|                       | Arte romana, Os dois lutadores                                                       | Estátuas no centro     | Tribuna degli Uffizi                    |
|                       | Vênus de Médici                                                                      | Estátuas no centro     | Tribuna degli Uffizi                    |
|                       | Arte romana, Amolador                                                                | Parte inferior         | Tribuna degli Uffizi                    |
|                       | Arte etrusca (com enfeites do século XVII), Quimera de Arezzo                        | Parte inferior         | Museu Arqueológico Nacional de Florença |
|                       | Atelier de Andrea Briosco, Lâmpada de óleo em forma de sátiro dobrada sobre si mesmo | Parte inferior         | Museu Nacional do Bargello, Florença    |
|                       | Cabeça de bronze de Antinoo (segunda metade do século XVI)                           | Parte inferior         | Museu Arqueológico Nacional de Florença |
|                       | Arte grega, Torso de Livorno                                                         | Parte inferior         | Museu Arqueológico Nacional de Florença |
|                       | Arte egípcia, Estátua de Ptamósis                                                    | Parte inferior         | Museu Arqueológico Nacional de Florença |

### Ligação externa
- The Royal Collection, ed. (2009). «The Tribuna of the Uffizi». royalcollection.org.uk (em inglês). Consultado em 7 novembro 2017